# هانگیری

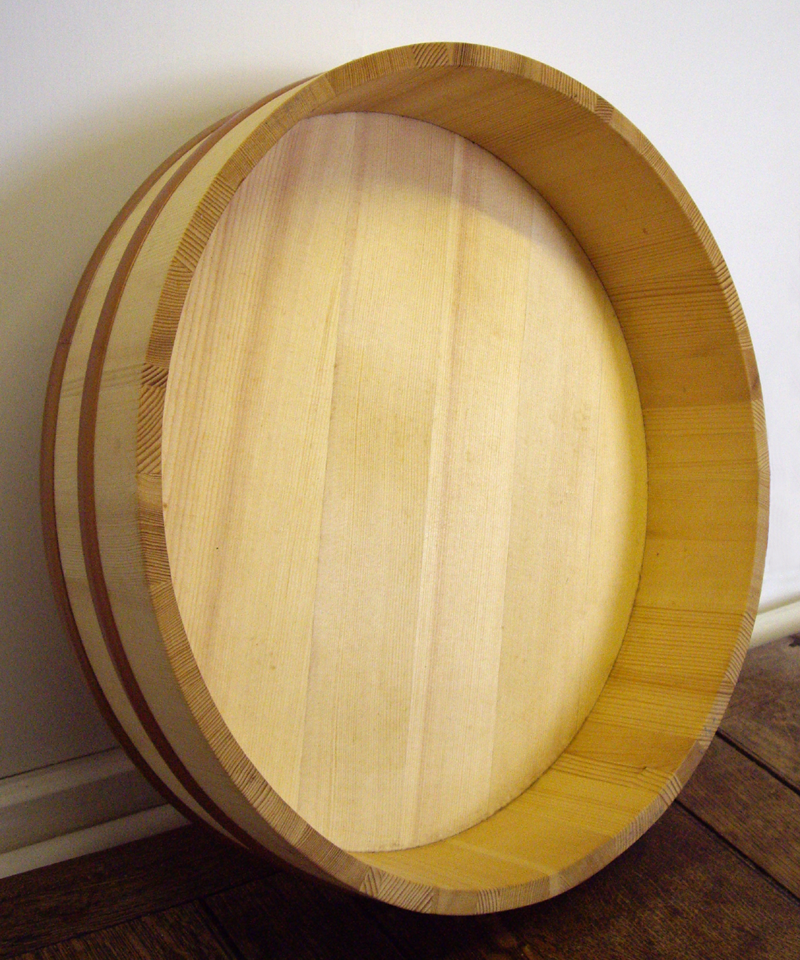
یک هانگیری با ۴۱ سانتیمر قطر.

هانگیری یا سوشی‌اوکه (به ژاپنی: 寿司桶 すしおけ sushioke) ظرفی چوبی و گرد است که در دور آن یک نوار فلزی قرار گرفته و برای تهیه یا حمل سوشی سفارشی بکار می‌رود. هانگیری سنتی از چوب درخت سرو تهیه می‌شود. قطر آن متفاوت است قطر مورد مصرف خانگی آن حدود  ۳۰ سانتیمتر و در رستوران‌ها به یک متر هم می‌رسد.
هانگیری به همراه شاموجی (کفگیر کوتاه و به‌طور سنتی چوبی ژاپنی) در سرد کردن سریع برنج سرکه زده سوشی یا سومشی بکار می‌روند. جنس مخصوص این ظرف آب و رطوبت اضافی برنجی که برای سوشی مصرف می‌شود را جذب خود می‌کند. به علت خاصیت جذب رطوبتی که دارد باید پس از شستن در جای خشک نگهداری شود تا کپک نزند همینطور اگر از مادهٔ شستشوکننده استفاده می‌شود باید به دقت آبکشی شود چون ظرف مایع را جذب خود کرده باعث بدمزگی برنج هنگام استفادهٔ آتی می‌شود.
قیمت نوع مرغوب آن چند برابر انواع فلزی است و چون هدف جذب رطوبت اضافی به وسیلهٔ چوب است انواع فلزی جایگزین مناسبی برای هانگیری نیستند.   